# エイデン・ヤング
エイデン・ヤング（Aden Young、1972年 - ）は、カナダ生まれのオーストラリアの俳優。

## 略歴
カナダのオンタリオ州トロント出身。１８歳でブルース・ベアフォードのオーストラリア映画（ブラック・ローブ）で主演デビュー。マーロン・ブランドの再来、と騒がれハリウッドのエージェントと契約しアメリカ映画でも活躍し始めるがベースはシドニーに置いていた。２０１２年サンダンスチャンネルの初シリーズで主役のダニエル・ホールデンに選ばれ、世界的な注目を浴びる。

## 出演

### 映画
- ブラック・ローブ　（１９９３）ダニエル
- 山猫は眠らない SNIPER  （1993） パピッチ伍長
- 従妹ベット　（１９９８）ウェンセスラス・スタインボック伯爵
- キラー・エリート Killer Elite（2011） マイアー
- ファイナル・レシピ　（２０１３）ショーン
- アイ・フランケンシュタイン I, Frankenstein（2014） ヴィクター・フランケンシュタイン
- レクティファイ・再生　（２０１３−２０１６、４シーズン３０エピソード、サンダンスチャンネルTV）ダニエル・ホールデン